# Cassida lawrencei
Cassida lawrencei là một loài bọ cánh cứng trong họ Chrysomelidae. Loài này được Borowiec miêu tả khoa học năm 1990.